# Avenue du Trocadéro
L’avenue du Trocadéro est un ancien nom de voie parisienne, qui a d’abord porté le nom  d’avenue de l’Empereur. 

## Historique
1. Une partie de l’avenue du Trocadéro a reçu le nom d’avenue Henri-Martin par l’arrêté du 3 décembre 1885[1].
2. La partie restante de l’avenue du Trocadéro a reçu le nom d’avenue du Président-Wilson par délibération municipale du 28 juin 1918, approuvée par décret du 1er juillet 1918.
3. Une partie de l’avenue Henri-Martin
  1. a reçu le nom de l'avenue Jean-Chiappe en 1941  (cette avenue Jean-Chiappe est à distinguer de la rue du Conventionnel-Chiappe ouverte en 1932)
  2. puis le nom d’avenue Georges-Mandel par l’arrêté du 2 juillet 1945.

## Bâtiments remarquables et lieux de mémoire

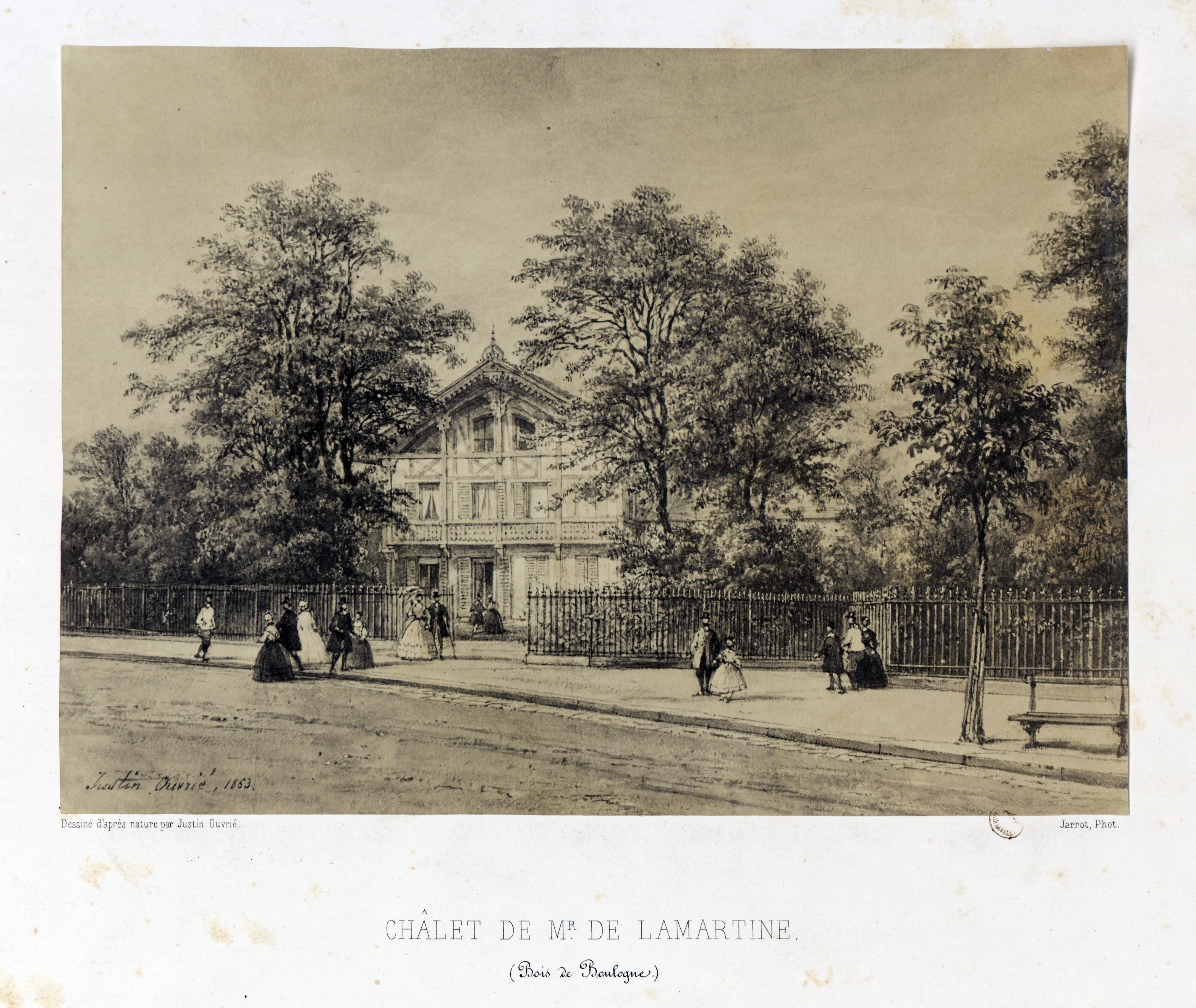
Le chalet de Lamartine, dessin de Pierre Justin Ouvrié (1853).

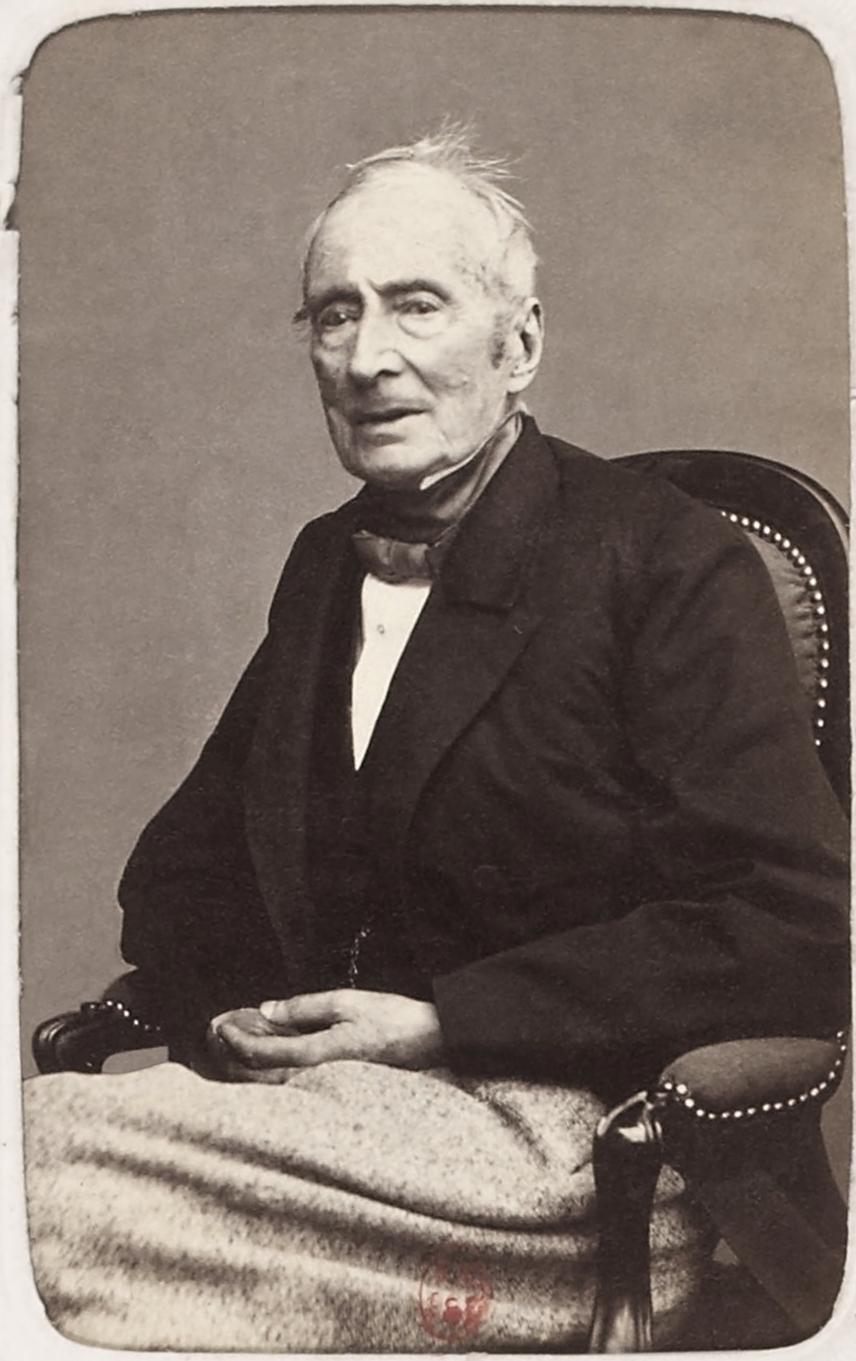
Lamartine, vers 1865.

- No 135 (correspondant aux actuels nos 107-113 de l’avenue Henri-Martin) : chalet où mourut le poète Alphonse de Lamartine en 1869.

L’un des biographes de l’écrivain en donne la description suivante : 

« Tout au bout de l’avenue d'Eylau, en face de la jonction de cette voie avec l’avenue de l’Empereur, derrière une grille masquée de lierre, se montre un long chalet à un étage, où des briques rouges remplissent une charpente de larges solives de bois assemblées en rectangle.
Cette maison est plantée de travers, regardant obliquement les deux routes, et de façon qu’une chambre à coucher du premier étage regarde la partie de l’avenue de l’Empereur qui s’éloigne de Paris.
Cette chambre, à laquelle on parvient après un escalier à deux corps en retour et de dix marches chacun, et au bout d’un couloir de quatre pas, est très-simplement meublée. On voit, en entrant, une armoire entre le mur et la fenêtre ouverte sur le petit côté du bâtiment ; devant la seconde fenêtre, percée sur la façade du bâtiment, est une petite table auprès d’un lit à colonnades ; deux fauteuils complètent l’ameublement de cette simple pièce.
C’est sur ce lit à rideaux rouges foncé que jeudi s’est couché l’un des plus grands poëtes qu’a comptés la France ; c’est samedi que s’est éteint là celui qui, vingt-un ans auparavant - jour pour jour - était, comme citoyen, acclamé par la France entière. »

## Sources
- Nomenclature officielle des voies publiques et privées [de Paris], édité par la Ville de Paris sous la direction de Jean Verdier, 8e édition, août 1972, XI pages + 836 pages
- Nomenclature officielle des voies publiques et privées [de Paris], édité par la Mairie de Paris, 9e édition, mars 1997, XXIV pages + 670 pages, préface de Jean Tiberi, maire de Paris  (ISBN 2-9511599-0-0)